# Старий Корець

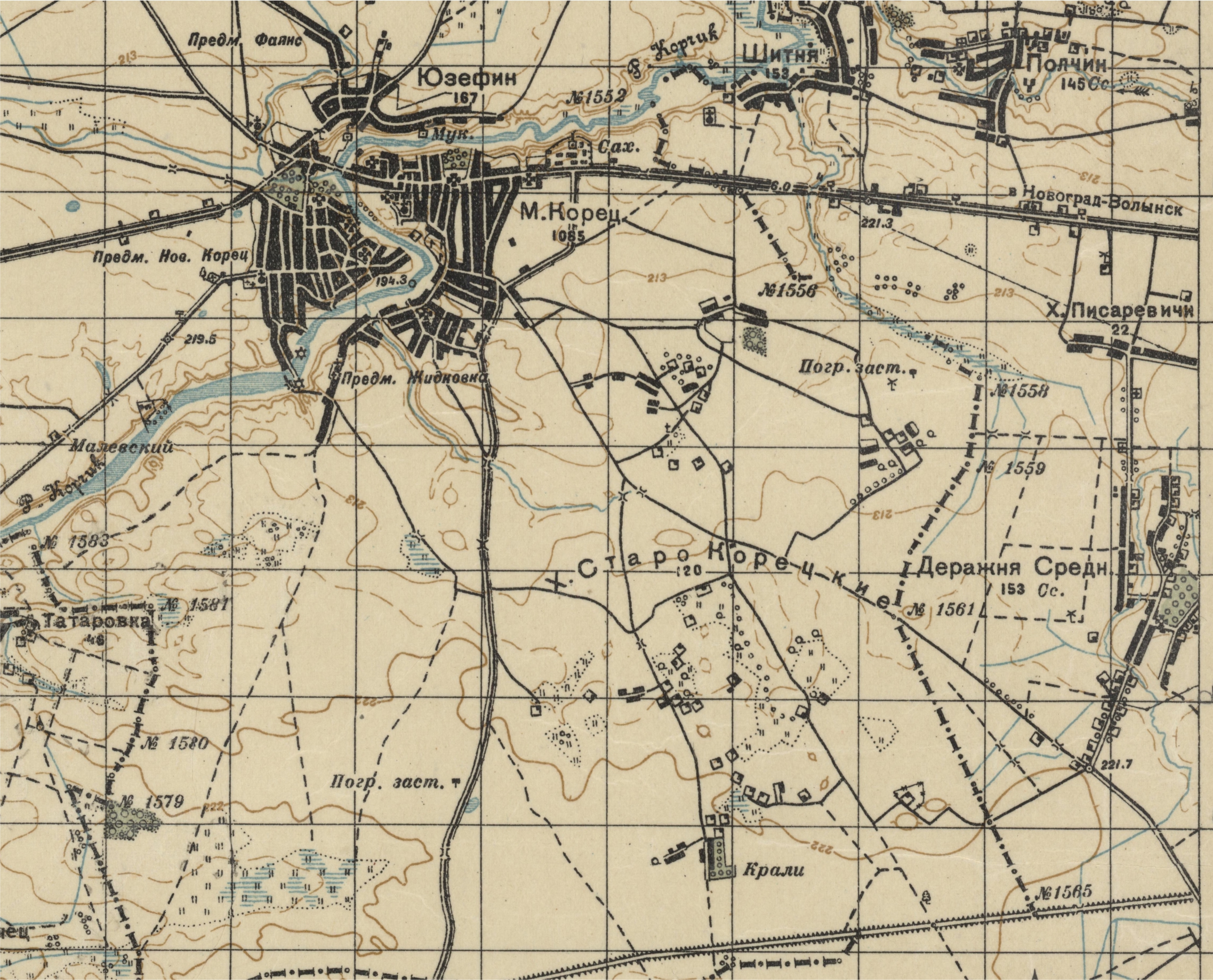
Хутір Старо-Корецьке (1909 р.)

Стари́й Ко́рець — село в Україні, у складі Корецької міської громади Рівненського району Рівненської області; населення — 730 осіб; перша згадка не зафіксована: у 1936 році - хутір Старе-Корецьке. У селі є загальноосвітня школа І—II ступенів, клуб, публічно-шкільна бібліотека, фельдшерсько-акушерський пункт.

## Історія
У 1906 році хутір Великий-Корецький Корецької волості Новоград-Волинського повіту Волинської губернії. Відстань від повітового міста 30 верст. Дворів 42, мешканців 194.

## Населення

### Мова
Розподіл населення за рідною мовою за даними перепису 2001 року:
| Мова       | Кількість | Відсоток |
| ---------- | --------- | -------- |
| українська | 728       | 99.72%   |
| російська  | 1         | 0.14%    |
| білоруська | 1         | 0.14%    |
| Усього     | 730       | 100%     |